# Il re e la luna
Il re e la luna è un mito dei Masciona (una popolazione di etnia bantu stanziata fra Zimbabwe, Rhodesia e Mozambico), sull'origine del mondo, su quali funzioni siano assegnate agli astri e quale sia il ruolo degli agenti atmosferici. Si tratta di una storia sacra trasmessa per via orale utile anche per rinsaldare e unificare la comunità. Il mito ha la funzione primaria di descrivere come andarono i fatti all'origine della vita, quando da un caos primordiale si diffuse la vita degli esseri viventi.

## Trama
Il mito narra la vicenda del re più potente di tutta la storia, che una volta ammalatosi deve essere ucciso per rispettare la tradizione della "regalità sacra" secondo la quale un re divinizzato non può morire di morte naturale. Un nanga, ossia un sommo sacerdote effettua una divinazione tramite i dadi (hakata) per confermare al sovrano che tutti i suoi predecessori sono stati uccisi e però un re può tornare se una sorella prende la sua malattia. Il re viene ucciso e sua moglie, che è anche la sorella si occupa di preparare il cadavere e di essiccarlo. Una volta messo il cadavere nella grotta, la sorella rimane sola con lui. Quando il giorno dopo i necrofori entrano nella grotta cercano i cadaveri ma trovano solo polvere. I capi si recano dal sacerdote per chiedere spiegazione ed il nanga chiede loro di pazientare quattro giorni. Al quarto giorno, effettivamente, appare per la prima volta la Luna nuova seguita dalla stella della sera.